# Kraszniji csata
A kraszniji csatát 1812. november 15–18. között vívták francia-lengyel-olasz-bajor és orosz csapatok, mielőtt a francia sereg a Berezinán keservesen átkelt volna. A kraszniji csata volt Napóleon utolsó kísérlete, amivel még megpróbálta megmenteni a Grande Armée „maradékait”.
A csata előtt Napóleon célként tűzte ki, hogy összeszedje és egyesítse szétzilált seregeit, és rendben folytassa a visszavonulást. Az oroszok Kutuzov tábornagy vezetésével vereséget mértek a franciákra, de a főparancsnok a teljeskörű offenzíva indítását nem merte vállalni, teljes fölénye dacára. Annak ellenére, hogy a franciák nélkülöztek, hiányzott a megfelelő tüzérségük, a négynapos harcban Napóleon megmentette seregét a teljes pusztulástól, de ezért hatalmas árat fizetett: gyakorlatilag elveszítette teljes tüzérségét, ellátmányát, emberei közül a kiszolgáló egységek katonái hadifogságba estek.

## Háttér

### Francia visszavonulás Szmolenszkből
Moszkva elhagyása után (október 18.) a francia császár még 100 000 főnyi harckész, de rosszul ellátott, nélkülöző sereggel rendelkezett. Napóleon stratégiai célja az volt, hogy téli szállásra vonuljon katonáival a legközelebbi francia ellátó raktárhoz, amelyet Szmolenszknél, 270 mérföldre nyugatra hozott létre. A három hetes menetelés alatt azonban a Grande Armée-t is folyamatosan gyengítette és pusztította az éhezés, a demoralizáltság, a fellazult fegyelem, a lovak és az alapvető eszközök hiánya miatti bénultság, az orosz hadsereg támadásai, a kozákok és a partizánok folyamatos rajtaütései. A legfontosabb és legdöntőbb szerepet a franciák rossz helyzetében a „Tél tábornok” játszotta, november első két hetében a hőmérséklet jócskán fagypont alá csökkent.
Mire a franciák november 9-én megérkeztek Szmolenszkhez, a stratégiai helyzet határozottan ellenük fordult. A Grande Armée fegyverzetének még csak 40%-át összpontosították ezen a helyen. Mivel a francia erők lepusztult állapotban voltak, és más frontokon is vereségeket szenvedtek, Napóleon felismerte, hogy Szmolenszket nem tarthatja meg, és úgy döntött, hogy folytatja útját nyugat felé. Új stratégiai célként a minszki depó elérését tűzte ki.
Miután az elmúlt két hétben nem ütközött meg Kutuzovval, Napóleon tévesen úgy ítélte, hogy az orosz hadsereg ugyanolyan rossz állapotban van, mint az övé. Nem számított az orosz főparancsnok támadására, ezért elkezdte csapatait külön-külön visszavonni. Így a francia és a lengyel hadsereg 40 mérföld hosszú menetoszlopban közelített Krasznij felé, nem készült csatára.
November 14-én Poniatowski herceg és Junot tábornok hadteste a visszavonuló francia hadsereg élén áthaladt Krasznijon és folyamatosan menetelt nyugatra Orsa felé. Másnap, november 15-én maga Napóleon is megérkezett a 16 000 fős Császári Gárdával. Ott Napóleon azt tervezte, marad néhány napig, hogy egyesítse seregét Eugène de Beauharnais IV. hadtestével, Davout marsall I. hadtestének 9 000 emberével és Ney marsall III. hadtestével, ami 8 000 katonából állt. Az átszervezés után a seregtesteknek együtt kellett folytatniuk a visszavonulást. Ney hadosztálya alkotta az utóvédet, amely nem hagyta el Szmolenszket november 17-ig.
A menetelők között körülbelül 40 000 céltalanul kóborló, fegyvertelenül menekülő, vegyes összetételű embertömeg hullámzott.

### Kutuzov déli menetelése

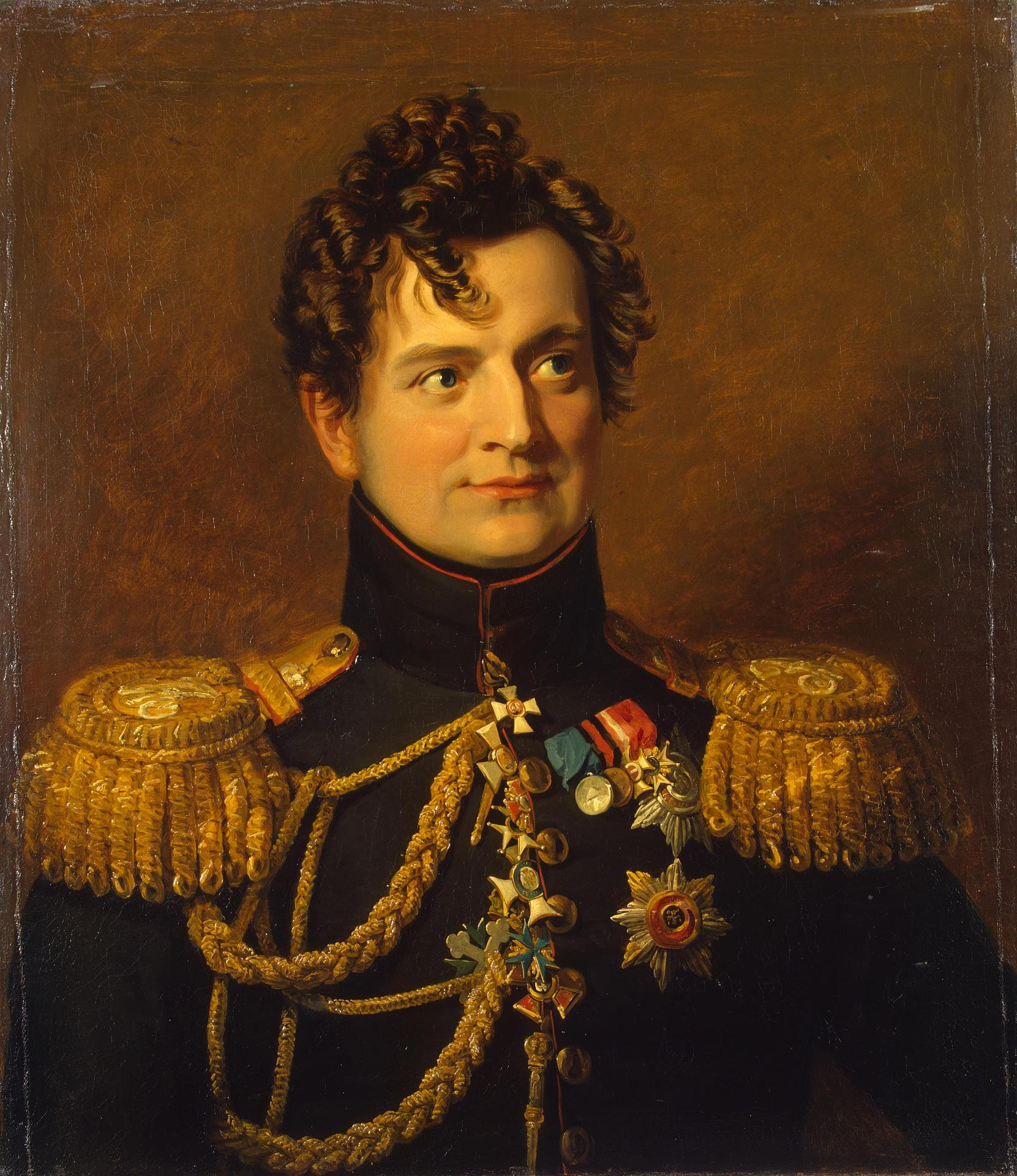
Adam Petrovics Ozsarovszkij

Eközben a Kutuzov vezette orosz hadsereg követte a franciákat a párhuzamos déli úton. Mivel ezen az útvonalon korábban nem vezettek a tartalékokat felélő hadjáratokat, az orosz hadsereget kevésbé gyengítette a lemorzsolódás, mint a Grande Armée-t. Ők dél felől közeledtek Krasznij felé. A hibás hírszerzési jelentések alapján Kutuzov azt hitte, hogy csak egy harmadik francia hadsereg vonul vissza Kraszníjon keresztül Orsa felé, és Napóleon a fennmaradó résszel sokkal északabbra tartózkodik. Kutuzov ezért elfogadta azt a tervet, amit Toll ezredes, vezérkari tisztje javasolt, hogy a támadják meg Krasznijt, ahol úgy tűnt, hogy csak egy elszigetelt francia hadoszlop tartózkodik.
Az oroszok november 15-én kezdték kiépíteni állásaikat, amikor a 3500 fős előőrs vágtatott előre Adam Ozsarovszkij vezetésével és elfoglalta a várost. Ugyanezen a napon Miloradovics tábornok 17 000 katonája harcállást foglalt a Krasznijból Szmolenszkbe vezető keleti út mellett. Kutuzov november 16-án érte el a várost a maga 35 000 fős hadseregével.
Az orosz tábornok összesen 52 000–60 000 katonával rendelkezett, beleértve a nagyobb lovasságot és körülbelül 500 ágyút. Újabb 20 000 kozák alkotott többnyire kis csoportokat, kiegészítve a fő hadsereg támadását, zaklatta a franciákat a negyven mérföld hosszú úton Szmolenszk és Krasznij között.

## A csata

### November 15.
Krasznij környékén ezen a napon az első akció a 16 000 fős Császári Gárda – személyesen Napóleon császár vezetésével – és Miloradovics tábornok 17 000 fős serege között zajlott le. Miloradovics csapatai a széles mezőn párhuzamosan haladtak az úttal. Az elit francia gárdisták fegyelmét és nyugalmát látva, Miloradovics úgy döntött, hogy nem támad, ehelyett távolról bombázza a franciákat. Az orosz ágyútűz azonban csak kisebb veszteségeket okozott a Gárdának, amely továbbra is a város felé nyomult előre.
Délután Nyikolino és Jeskovo környékén Orlov-Gyenyiszov tábornok kozákjai is megpróbálták zaklatni a Gárdát.
Egy szemtanú, aki találkozott egy orosz partizánvezérrel, Gyenisz Davidovval, érzékeltesen írta le a Régi Gárdát és Napóleont, és ez vált az egyik leggyakrabban idézett történetté az 1812-es háborúból:
„... Délután, megpillantottuk az Régi Gárdát, Napóleon lovagolt középen ... az ellenséges csapatokkal nem törődve, kezükben elszántan markolva a puskát, harcra készen és büszkén folytatták útjukat sietség nélkül. ... Mint a gránittömbök, sebezhetetlenek maradtak ... Soha nem fogom elfelejteni a megfontolt menetelését, ezeknek a katonáknak félelmetes határozottságát, akiknek a halál fenyegetése mindennapi és jól ismert tapasztalat volt. A magas medvebőr sapkák, kék egyenruhák, fehér szíjak, vörös tollak és váll-lapok (épaulette-ek) olyannak látszottak, mint pipacsok a hóval borított csatamezőn. ... Hadoszlop hadoszlop után, hasztalan a muskétatűz és a haszontalan a lovagiasság erejének fitogtatása. ... A gárda Napóleonnal úgy szántott keresztül a kozákokon, mint egy 100-ágyús hajó a halászbárkákon.”
Később Napóleon és a Gárda benyomult a városba. Csapatai kiűzték Ozsarovszkij kozákjait, akik korábban a helyet tartották. Napóleon azt tervezte, hogy több napig Krasznijban marad, hogy a többi seregtest is felzárkózhassék hozzá.
Nem sokkal éjfél után Napóleon észrevette Ozsarovszkij 3500 fős erőinek tábortüzeit Kutkovo közelében, Krasznijtól délre. Rájött, hogy Ozsarovszkij állásai el vannak szigetelve Kutuzov főerőitől. Elhatározta, hogy a fiatal gárdát küldi az orosz tábor ellen egy „alattomos” támadásra. Ez utóbbit nem védte őrség. A hadművelettel először Rapp tábornokot bízta meg, de aztán meggondolta magát és helyette az utolsó pillanatban Roguet tábornokot küldte. Roguet három hadosztállyal néma csöndben előrenyomulva támadta meg az oroszokat. Támadása tökéletes sikert ért el, az oroszokat teljesen meglepte, Ozsarovszkij seregének fele elesett vagy fogságba esett, a többiek teljes pánikban menekültek, fegyvereiket egy közeli tóba dobták és elfutottak. De a franciák oldaláról hiányzott a lovasság, így Roguet nem tudta üldözni a menekülő oroszokat.

### November 16.
Másnap, november 16-án viszont szerencsésebben alakult az oroszok sorsa: Miloradovics tábornok serege elvágta a Krasznijba vezető utat, és súlyos veszteségeket okozott Eugène de Beauharnais herceg hadtestének. Ebben az összecsapásban a Napóleon mostohafia által vezetett IV. hadtest elveszítette az eredetileg 6000 katonából álló sereg egyharmadát, valamint a szállító szekereket és a tüzérséget. A herceg csak azért menekült meg a teljes megsemmisüléstől, mert Kutuzov nem akarta, hogy a csata döntő összecsapássá szélesedjék. Így Miloradovics tábornokot és fő erőit is visszatartotta Silovánál. A kozákok abbahagyták Eugène zaklatását, Miloradovics végső támadását a következő napra halasztották.
Korábban Kutuzov fő hadserege öt mérföldre a Kraszníjtól állt meg, Novoszelki és Silova falu közelében. Kutuzov azonnal megtámadhatta volna Krasznijt, de ő nem így döntött.
Aznap este a támadást szorgalmazó beosztott tábornokai nyomására úgy döntött, hogy támad, de határozottan megtiltotta a parancsnokoknak a támadás végrehajtását, amíg november 17-én ki nem világosodik, ami azt jelentette volna, a franciának az egész estéjük lett volna, hogy elmenjenek Krasznijból az oroszoktól nem zavartatva.
Az orosz harci terv hármas támadást tartalmazott a város ellen. Miloradovics tábornoknak keleten kellett maradnia Jeskovo közelében, és támadást indítania Eugène de Beauharnais IV. hadteste és Davout marsall I. hadteste ellen. Az orosz főerő Novoszelki és Silova között két csoportban tört volna előre: Golicin herceg közvetlenül észak felé, Uvarovón keresztül 15 000 katonával Krasznij ellen vonult volna, Tormaszov tábornok 20 000 katonájával körülkerítette volna Krasznijt, nyugat felől felvonulva Kutkovótól Dobrojéig, ahol elvágták volna a francia visszavonulás útvonalát Orsa felé. Ozsarovskij hadosztályát erősítéssel töltötték fel (a Fiatal Gárdától elszenvedett veresége után), ő függetlenül működött Krasznij nyugati és északi részén.
November 17-én valamivel hajnali egy óra körül Kutuzov a hadifoglyoktól megtudta, hogy Napóleon Krásznijban maradt, és nem akar visszavonulni az orosz támadás elől, mint azt Kutuzov várta volna. Kutuzov immár másodszor gondolta meg az orosz hadsereg által tervezett támadás végrehajtását.

### November 17.
November 17-én hajnali 3 órakor, Davout marsall 9 000 fős I. hadteste elhagyta rzsavkai táborhelyét, és gyorsított menetben elindult Krasznijba. Az Eugène de Beauharnais vereségéról szóló jelentés hatására az előző nap Davout annyira elcsüggedt, hogy szükségesnek érezte, hogy az eredeti tervet halasszák el addig, amíg Ney III. hadteste messze innen, Szmolenszknél harcol.
Miloradovicsnak Kutuzov megengedte, hogy újraindítsa a támadást. A tábornok Jeskovo mellett hatalmas tüzérségi zárótüzet zúdított Davout-ra. A francia csapatok pánikszerűen kezdtek menekülni az útról, mert úgy gondolták, hogy az orosz gyalogos- és lovassági támadás küszöbön áll, és az I. hadtestet hamarosan a megsemmisítés veszélye fenyegeti.
Davout szorult helyzetbe került, és az előző napi kedvezőtlen fejlemények figyelmeztették Napóleont a Grande Armée-t fenyegető veszélyre. Davout-ra és a Neyre várakoznia a városban már nem volt lehetséges, tekintve, hogy Kutuzovnak módja lett volna elpusztítania a Grande Armée-t. Az éhező francia csapatoknak is szükségük volt arra, hogy elérjék a legközelebbi ellátási forrást –25 mérföldre nyugatra Orsától – még mielőtt az orosz csapatok azt a várost is elfoglalnák.
Ebben a kritikus helyzetben, Napóleon kezdeményezőkészsége e héten először visszatért. Caulaincourt szavaival: „Az események ilyen fordulata, ami felboríthatta a császár számításait ... minden más tábornokot megrendített volna. De a császár erősebb volt, mint a balsors, és egyre makacsabbá vált a fenyegető veszélytől.”
Még mielőtt kivilágosodott volna, Napóleon azonnal felkészítette a Gárdát egy agresszív cselre Miloradovics erői és az orosz fősereggel szemben. Hazárdjátékba kezdett, hogy ez a váratlan manőver hátráltassa az oroszok támadását Davout marsall csapatai ellen. A Grande Armée megmaradt tüzérsége képezte a támadás magját, és a gárdisták támadó hadoszlopokat formáltak.
Ezzel párhuzamosan, Eugène de Beauharnais IV. hadtestének maradékát utasította, hogy nyomuljanak előre Krasznijtól nyugatra, és biztosítsák a Grande Armée menekülési útvonalát Orsa felé. Napóleon abban reménykedett, hogy elég hosszú ideig kivédheti az oroszok támadását, amíg Davout és Ney csapatai odaérnek, és Kutuzovot oldalba tudnák támadni az Orsába való visszavonulás közben.
Hajnali öt órakor 11 000 császári gárdista vonult ki Krasznijból azzal a céllal, hogy biztosítsák a terepet közvetlenül a várostól keletre és délkeletre. Ezek a csapatok két hadoszlopot alkottak: egy 5000 főnyi seregtest erőteljes mozgással a szmolenszki útra indult, a másik 6000 fős sereg, a fiatal gárdisták, Roguet tábornok vezetésével déli irányban, Uvarovo felé vonultak. A Fiatal Gárda hadoszlopának bal szárnyát egy, a Régi Gárda elit gránátosaiból kiállított hadtest védte, Philippe-Paul de Ségur tábornok és történetíró szerint „négyszög-erődöt” képezve. A jobb szárnyon a gárda lovasságának maradéka állomásozott. A művelet irányításával Mortier marsallt bízták meg.
A Gárda merész, váratlan cseléhez további drámai erőt kölcsönzött Napóleon személyes jelenléte. Egy nyírfa sétabottal kezében a császár maga is felvette a régi gárda gránátosainak sisakját és kijelentette: „Elég hosszú ideig játszottam császárt, itt az ideje, hogy tábornokot játsszak!”
A rongyos, de határozott császári gárda a sűrűn koncentrált orosz gyalogsági oszlopokkal nézett szembe délről és keletről, amit masszív, erős tüzérségi ütegek is támogattak. Nem volt elegendő saját ágyújuk, a gárdisták az ellenséghez képest nagyon rosszul voltak felfegyverezve. Ségur leírása szerint: „Orosz zászlóaljak és tüzérségi ütegállások takarták el a látóhatárt mindhárom oldalról: szemből, jobbról, és mögöttünk.”
Kutuzov reagálása a császári gárda előrenyomulására a csata ellentmondásos és legdöntőbb momentumához vezetett: az orosz tábornok azonnal lemondott hadseregének tervezett támadásáról, annak ellenére, hogy a csapatai elsöprő túlerőben voltak. A nap további részében az oroszok továbbra is a biztonságos távolságot tartottak a francia Gárdától. Elérhetetlenek maradtak a francia muskéták és bajonettek számára, az „átkozott” ellenséget csak távolról ágyúzták.

### Az uvarovói ütközet
A harcok ezen a napon egész délelőtt és kora délután Uvarovo környékére korlátozódtak. A Császári Gárda megtámadta a települést, hogy a falut használja Davout marsall Krasznijba való visszavonulásának fedezésére. Uvarovót Golicin herceg két gyalogsági zászlóalja tartotta, amely az orosz hadsereg gyenge előőrsét alkotta. Az oroszok hamarosan Uvarovóba értek, de Kutuzov megtiltotta Golicinnak, hogy erősítést küldjön ennek az egységnek. Golicin erre pusztító tüzérségi zárótüzet zúdított Uvarovóra, Napóleon fiatal gárdájának súlyos veszteségeket okozva.
Annak érdekében, hogy a seregének nagyobb részét Golicin mögé csoportosítsa, Kutuzov tábornagy elrendelte, hogy Miloradovics tábornok rendezze át nyugati állásait, mivel ezek összeértek Golicin vonalával. Kutuzov úgy döntött, hogy a csapatait Miloradovics sorai mögé viszi át, mivel az orosz hadsereg nagy része, Golicin és Tormaszov parancsnoksága alatt, már egyetlen hatalmas védekező pozícióba olvadt össze. Miloradovics így elveszítette a lehetőséget, hogy teljesen megsemmisítse Davout marsall seregét.
Időközben északon Davout serege Krasznijba kezdett özönleni. A kozákok zaklatták őket, de nem tettek komoly kísérletet arra, hogy megállítsák a franciákat. Az orosz tüzérség tovább lőtte Davout egységét, immár kartácstűzzel, hatalmas veszteségeket okozva ezzel az I. hadtestnek. Davout elveszítette legtöbb szállítóeszközét, de nagyszámú gyalogos katonát mentettek meg, akik tisztjeik parancsnoksága alatt Krasznijnál gyülekeztek.
Ezalatt Bennigsen tábornok, Kutuzov után a második rangidős orosz parancsnok elrendelte, hogy Golicin foglalja el Uvarovót. Golicin támadása beleütközött a francia Gárda egy könnyű gyaloghadosztályának egyidejű ellentámadásába. Golicin két vértes ezreddel rohanta le a francia könnyű gyalogságot (voltigeur-öket), mire azok négyszög alakzatokba tömörülve verték vissza a támadást. A harmadik orosz támadás azonban már felőrölte a francia négyszögeket, és hamarosan az egész Gárda kontingensét megölték vagy elfogták. A francia csapatok második vonalát, ami a könnyű gyalogság segítségére sietett volna, az erős orosz tüzérségi tűz visszaverte.
A közelben egy másik csetepaté is zajlott, ahol a Gárda hajtóereje, a holland hadosztály küzdött kritikus védelmi helyzetben. Elsősorban az ágyúzástól szenvedett hatalmas veszteségeket. Roguet tábornok megkísérelte, hogy segítséget nyújtson a hollandoknak, és az orosz tüzérség ellen küldte a gárda első könnyű gyalogságát, de ez a kartácstűz és a lovassági támadás hatására széthullott. Ezt a csatát az 1. könnyű gyalogságból csak 50 katona és 11 tiszt élte túl.

### Napóleon dilemmája
11 óra körül a Császári Gárda, veszteségei ellenére is szilárdan tartotta Uvarovó környékét. Közben a francia császár hírszerzési jelentést kapott arról, hogy Tormaszov csapatai Krasznijtól nyugat felé indultak. Ez a hír, és a fiatal gárda veszteségei arra kényszerítették Napóleont, hogy letegyen végső céljáról, arról, hogy annyi ideig tartsa fel Kutuzovot, amíg Ney marsall III. hadteste megérkezik Krasznijba. Ha Kutuzov tábornagy ekkor támadást választ, bekeríthette és megsemmisíthette volna a Grande Armée-t . Napóleon azonnal elrendelte, hogy a régi gárda forduljon vissza Krasznijba, majd csatlakozzon Eugène de Beauharnais herceg IV. hadtestéhez, és induljon nyugat felé, Ljadi és Orsa irányába.
Napóleon előtt nehéz feladat állt. Ha eredeti tervét követi, akkor megsemmisíthetik hadseregét; ha eltér tervétől, sorsára hagyja Ney marsallt. A császár az Orsa felé vonulás mellett döntött. Az utat ellepték a visszavonuló katonák, szekerek, menekülők, civilek, szökevények.
Időközben Uvarovónál gyorsan romlott a Fiatal Gárda harcképessége. Mortier tábornok elrendelte a visszavonulást, mielőtt megmaradt csapatait bekerítik és megsemmisítik. A tökéletesen fegyelmezett gárdisták hátraarcot csináltak, mintha csak az alakulótéren lettek volna, és visszavonultak Krasznijba. A mindent elsöprő végső, rettenetes orosz ágyútűzben meghátráltak. A Fiatal Gárda eredeti 6 000 katonájából csak 3000-en élték túl az orosz tüzérség tüzét Uvarovo mellett. November 17. lett a legvéresebb nap a Fiatal Gárda egész történetében.
A Fiatal Gárda visszavonulása nem ért véget Krasznijban. Mortier és Davout annyira féltek a lehetőségtől, hogy Kutuzov is támadást indíthat, hogy azonnal csatlakoztak a csapatokhoz, ahogy a kocsik Ljadiba értek. Csak egy gyenge utóvéd, Friedrich tábornokkal az élen maradt a városban. Ney marsall III. hadteste, amely reggel elhagyta Szmolenszket, nem találta Davout I. hadtestét.
Kutuzov tábornagy nem engedte Miloradovicsnak és Golicinnek, hogy megtámadják Krasznijt. Délután kettőkor meggyőződött arról, hogy a franciák teljesen visszavonultak, és nem szándékoznak megütközni az előrenyomuló oroszokkal, így a tábornagy végül megengedte, hogy Tormaszov tábornok megkezdje mozgását Kutkovón át nyugatra és északra Dobroje irányába. Tormaszovnak két óra alatt kellett volna elérni rendeltetési helyét, akkor meglett volna annak lehetősége, hogy bekerítse és elpusztítsa a Grande Armée-t. Valamikor 3 óra körül Golicin herceg csapatai áradatként zúdultak Krasznijba, Friedrich utóvédjét gyorsan porrá zúzták. Ezzel egyidőben a Ljadiba vezető nyugati úton a franciák harcba keveredtek a lesben álló Ozsarovszkij és Rosen erőivel. A kartácstűz, a felborult szekerek, pánikban menekülő tömegben végül Cobert és Latour-Maubourg csapatai állították helyre a rendet, amikor visszavonulásra kényszerítették az oroszokat, és Napóleon végül elért Orsába. A nap utolsó említésre méltó eseménye az volt, hogy a kozákok Dobrojénél rajtaütöttek Davout marsall poggyászain, még a tábornok utazóládáját is zsákmányul ejtették, benne marsallbotjával és térképeivel. November 17-én a nap végére Kutuzov tábornagy 70 000 katonával elfoglalta Krasznijt. Ney marsall, aki a várostól keletre nyomult előre, nem is sejtette, hogy Krasznijt már elfoglalták az oroszok.

### November 18. Ney marsall, „a bátrak bátra”
November 18-án délután 3 órakor Ney marsall III. hadteste beleütközött Miloradovics erőibe. Az orosz tábornok 12 000 embere a dombok közti mély szurdokban állt. A francia marsallnak ekkor 8000 „igazi harcosa” és 8000 „tölteléke” (kóborlója) volt. Abban a hitben, hogy Davout csapatai még Krasznijban, közvetlenül Miloradovics erői mögött tartózkodnak, Ney marsall elutasította az orosz tábornok ajánlatát a „tisztes megadás”-ról, és megpróbálta útját állni az ellenségnek.
A francia csapatoknak sikerült áttörniük az orosz gyalogság első két vonalán, de amikor a harmadik vonalhoz értek, bebizonyosodott, hogy erejük kevés, és az oroszok a döntő pillanatban ellentámadást indítottak. A csata egyik szemtanúja, Robert Wilson brit tábornok visszaemlékezése: „Negyven ágyú ontotta a kartácstüzet, lángot okádva és halált záporozva a francia támadókra.... Az oroszok hurrát kiáltva szuronyrohamot indítottak. Véres, de rövid küzdelem következett, a franciák nem tudták megvetni lábukat a vízmosásban. Mire az orosz fegyverek hegyén megalvadt a vér, a hegy mindkét oldalán haldokló francia sebesültek vonaglottak és véreztek a hóban. A halál megváltás volt a számukra.”
A III. hadtest rettenetes veresége után a „lovagias” Miloradovics ismét felajánlotta Neynek, adja meg magát. A francia marsall ismét visszautasította, és 2000 emberével átvágta magát az erdőn, és Platov kozákjain. A következő két napban Ney megmaradt erői nyugat felé keresték Napóleon seregeit, bátran szembeszállva a kozákok támadásaival. Legvégül csak 800-an maradtak életben, ők november 20-án egyesültek Napóleon erőivel Orsa közelében. Ney hőstettét a teljesen demoralizált francia csapatok egy nagy győzelemmel tekintették egyenértékűnek. Napóleon ekkor ruházta fel tábornokát „a bátrak bátra” jelzővel.

Napóleon visszavonulása

## Következmények
Az összes francia veszteséget becslések 6000–13 000 halottra és sebesültre teszik, a hadifogsába esett katonák létszámát 20 000–26 000 főre. Ez utóbbi mind „csellengő”, azaz rendezetlenül visszavonuló, menekülő vegyes összetételű embertömeg. A franciák elvesztették közel 130 darab tüzérségi lövegüket és szállítóeszközeik nagy részét. Az orosz veszteség a becslések szerint nem több, mint 5000 halott és sebesült.
A csata jelentősége azonban abban állt, hogy Napóleon haderőinek 75%-át, az I. és IV. hadtestet és a Gárdát sikeresen megmentette a megsemmisítéstől, így a következő évben ezekre alapozhatta az újabb hadjáratának megindítását.
Krasznij orosz győzelmet hozott, de I. Sándor orosz cár nem volt elégedett Kutuzov eredményeivel, mert az öreg tábornagynak nem sikerült teljesen elpusztítania a francia erőket. Kutuzovnak e győzelem az orosz arisztokrácia körében hatalmas népszerűséget szerzett, sikereiért a cár Szmolenszk hercegévé emelte.

## Fordítás
- Ez a szócikk részben vagy egészben  a   Battle of Krasnoi című angol Wikipédia-szócikk fordításán alapul.  Az eredeti cikk szerkesztőit annak laptörténete sorolja fel. Ez a jelzés csupán a megfogalmazás eredetét és a szerzői jogokat jelzi, nem szolgál a cikkben szereplő információk forrásmegjelöléseként.